# Закомара

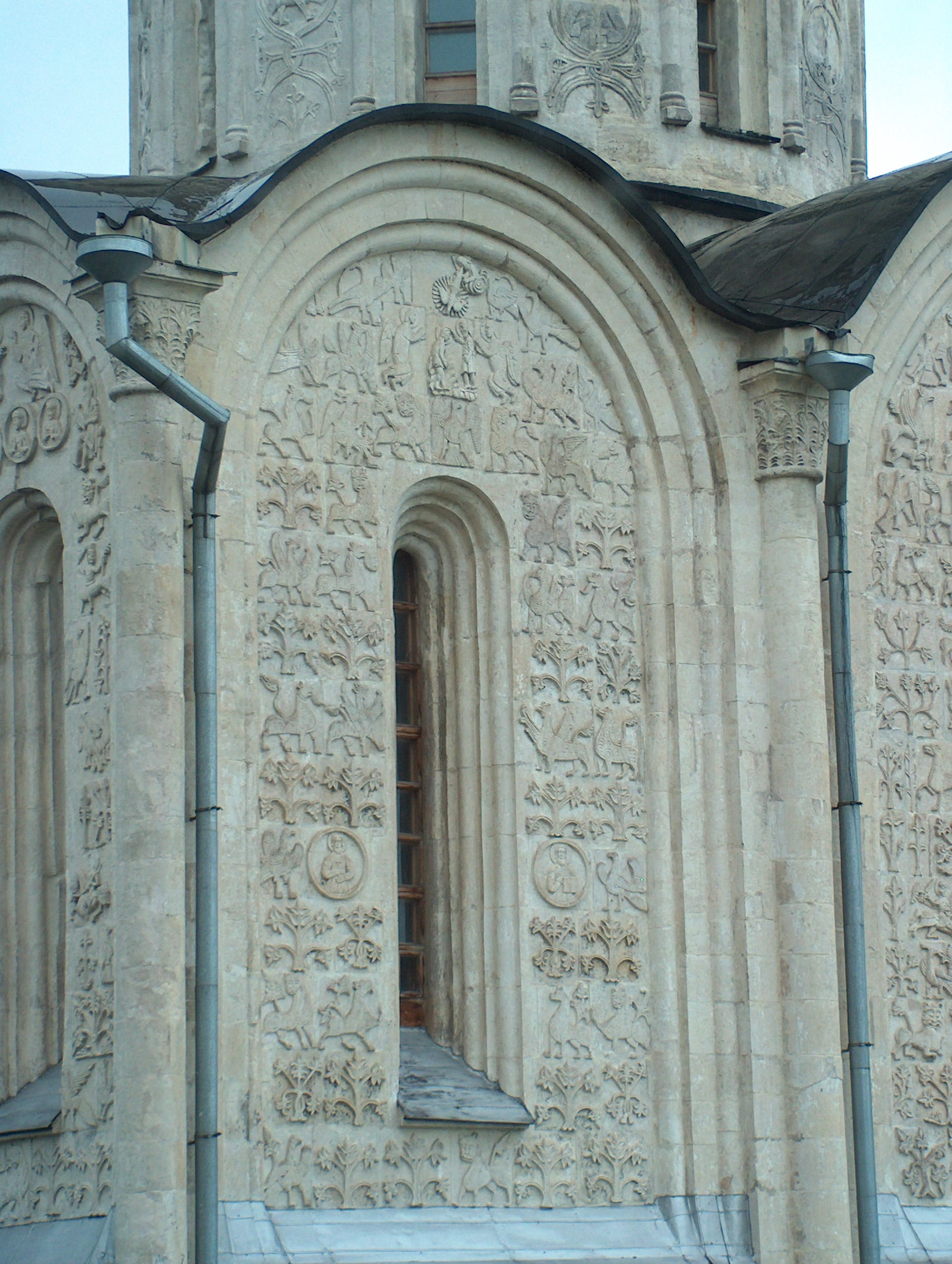
Закомары Дмитриевского собора (Владимир)

Закома́ра (от др. русского комара — свод) — в русской архитектуре полукруглое или килевидное завершение наружного участка стены, разделённой лопатками на прясла, воспроизводящее своими очертаниями прилегающий к ней внутренний цилиндрический (коробовый, крестовый) свод. 

## Закомара и кокошник
В отличие от кокошников, закомары не отделяются в нижней части от прясла стены, поскольку имеют не декоративное, а конструктивное значение. «Количество закомар и прясел раскрывает во внешнем облике здания его внутреннюю структуру — каждому пряслу соответствуют внутренний неф или компартимент, лопатке — ряд опор, а закомаре — свод. Такую композицию можно сравнить с травеями так называемой связанной системы западноевропейской архитектуры».
Ложная (не повторяющая внутренней формы свода) закомара называется кокошником. Кокошники имеют только декоративное значение. Они располагаются на стенах, сводах, а также (уменьшающимися ярусами) у оснований шатров и барабанов глав церковных зданий.

## История
В XII—XVII веках закомары были типичной деталью древнерусских православных храмов. Во многих храмах применяется сочетание закомар и кокошников.

## Позакомарное покрытие
Кровля при покрытии закомарным способом устраивалась прямо на сводах. В зависимости от количества сводов фасад церкви имел такое же количество закомар.
К XVII веку значительное число русских храмов имело позакомарное покрытие. Однако сложная криволинейная кровля была не очень практична: на крыше скапливался снег и дождевая вода, что вызывало протечки.
В конце XVII века в русской архитектуре наступает эпоха русского барокко, а вместе с ним уходят в прошлое закомары и позакомарное покрытие. Во многих храмах в XVIII—XIX веках позакомарные покрытия заменили на четырехскатную кровлю. Закомары вновь появляются в церковных сооружениях с распространением в Российской империи ретроспективных направлений в архитектуре.
В конце XX века началось возрождение позакомарного покрытия, в связи с появлением строительной технологии создания позакомарных покрытий, устойчивых к воздействию дождя и снега. Так, новый Успенский собор в Ярославле имеет позакомарное покрытие.

## Фотографии

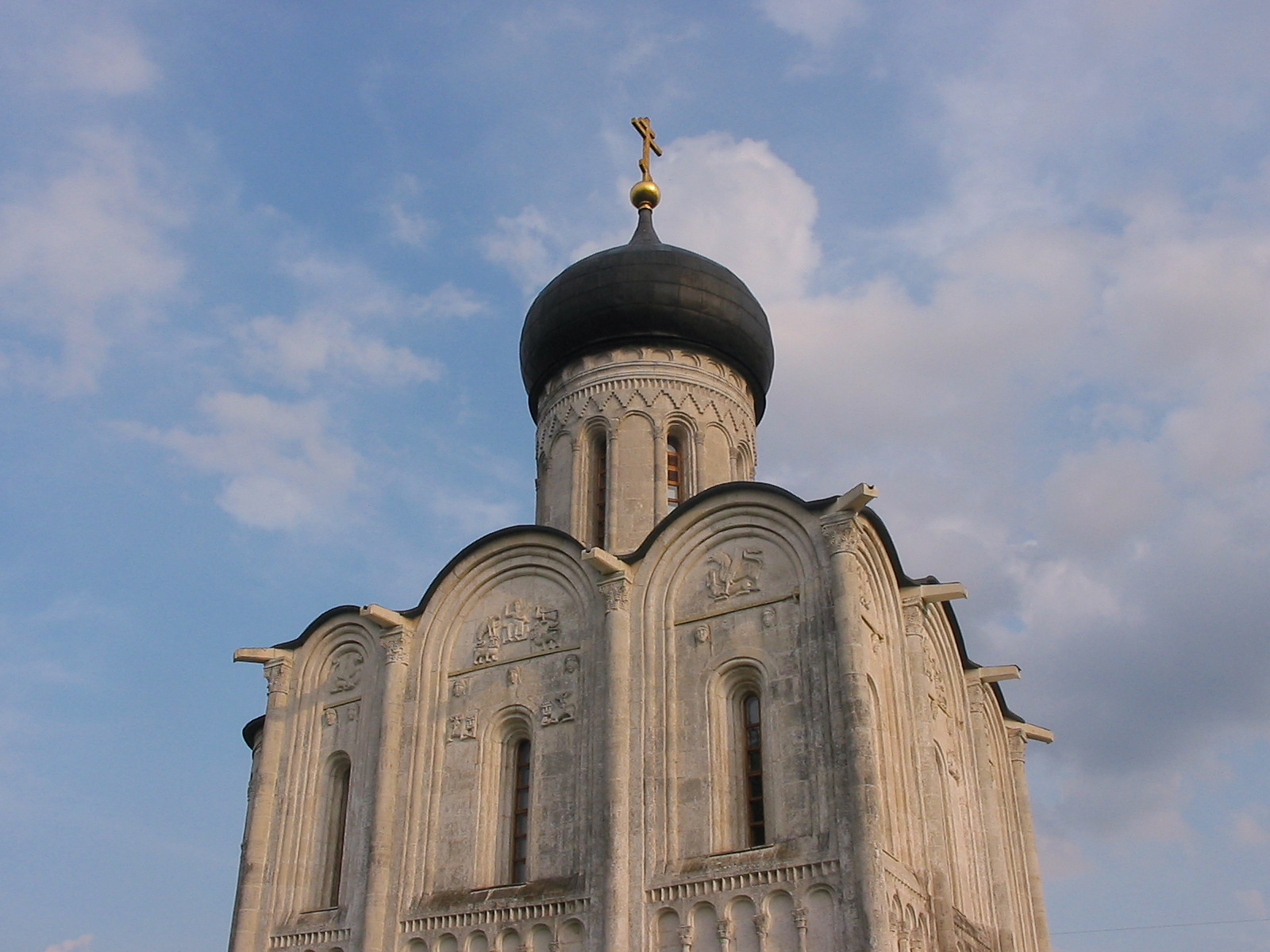
Закомары церкви Покрова на Нерли
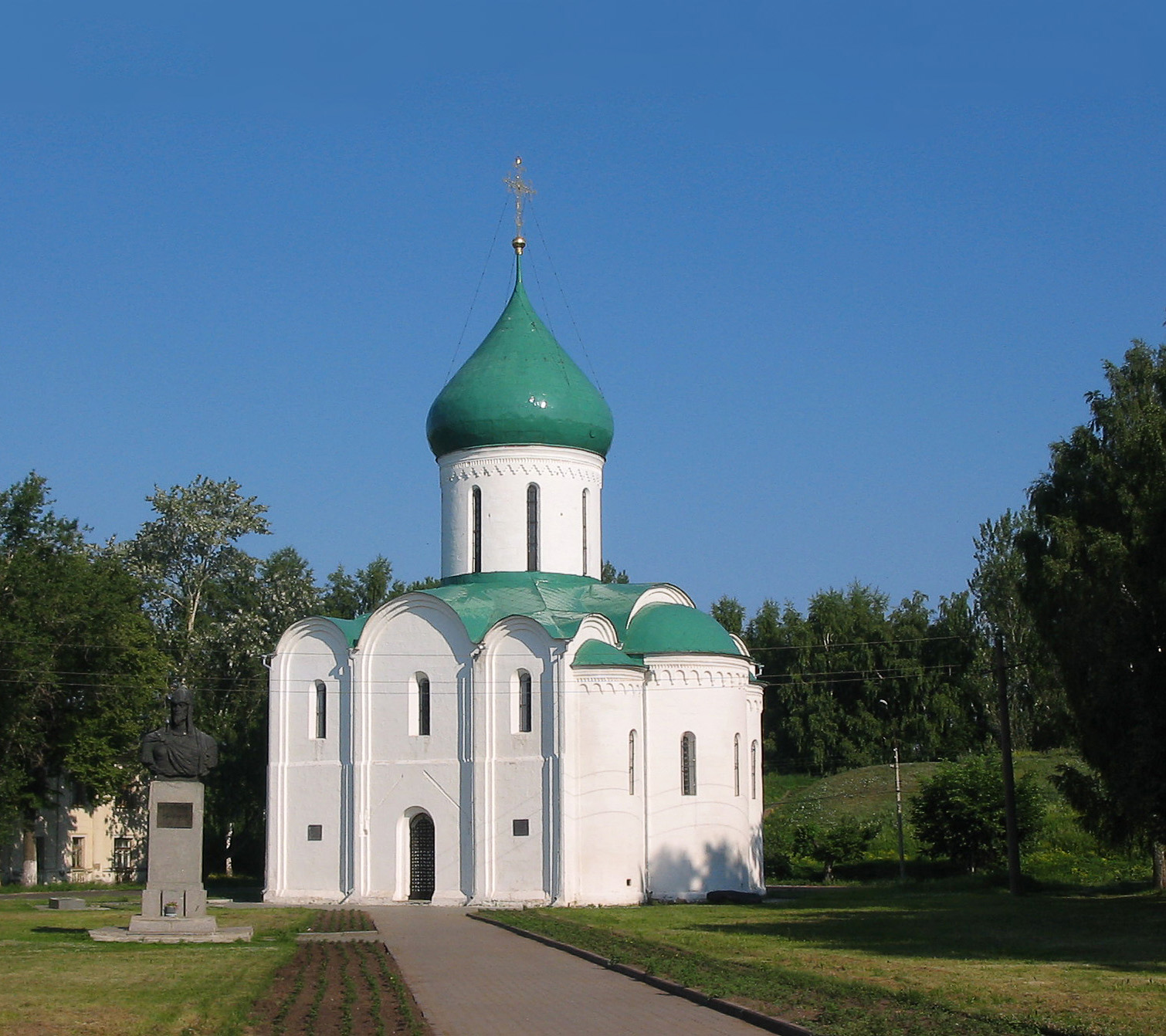
Фасады Спасо-Преображенского собора (Переславль-Залесский), завершённые закомарами
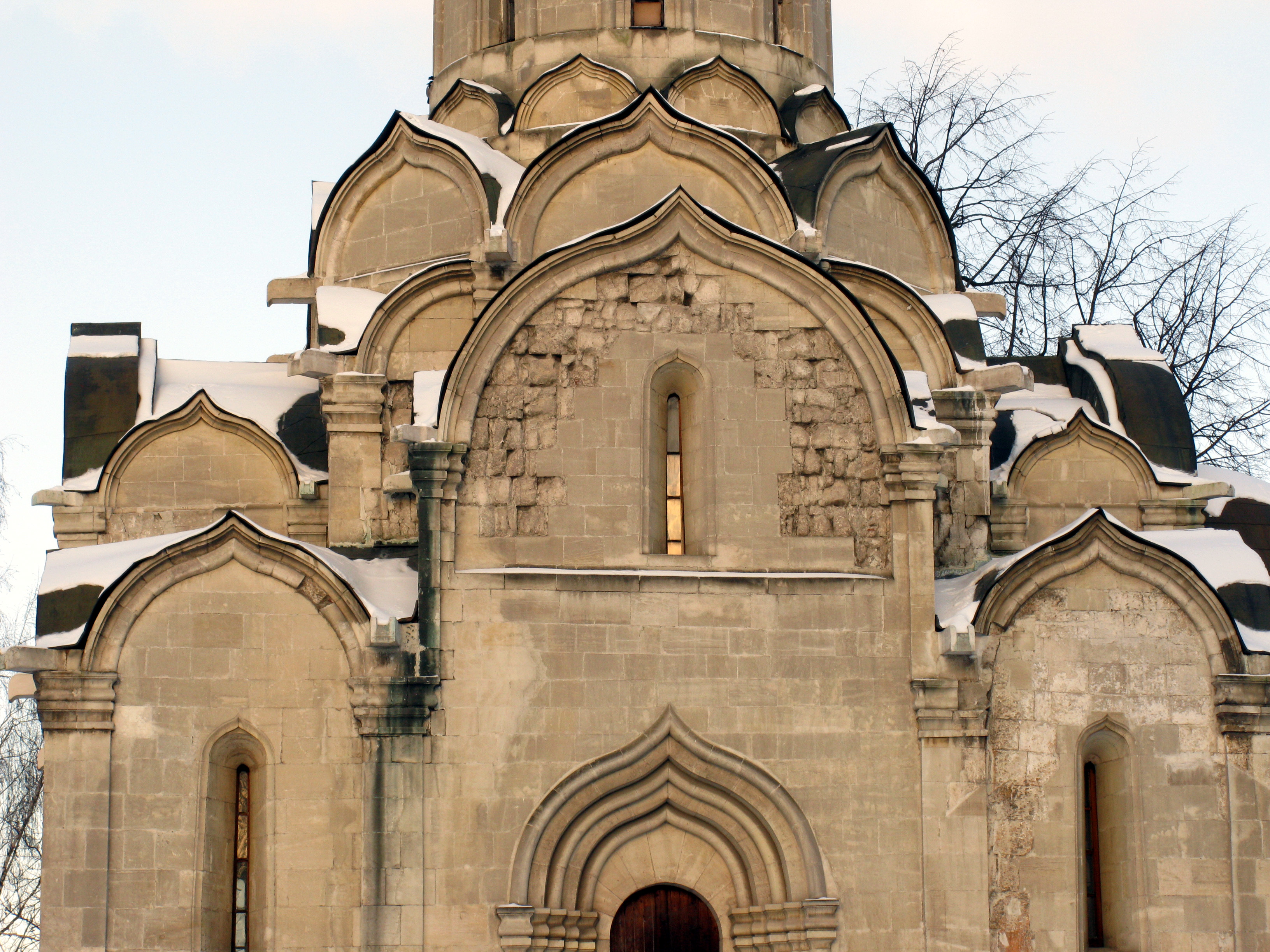
Спасский собор Андроникова монастыря, типичное для московского стиля сочетание закомар и кокошников
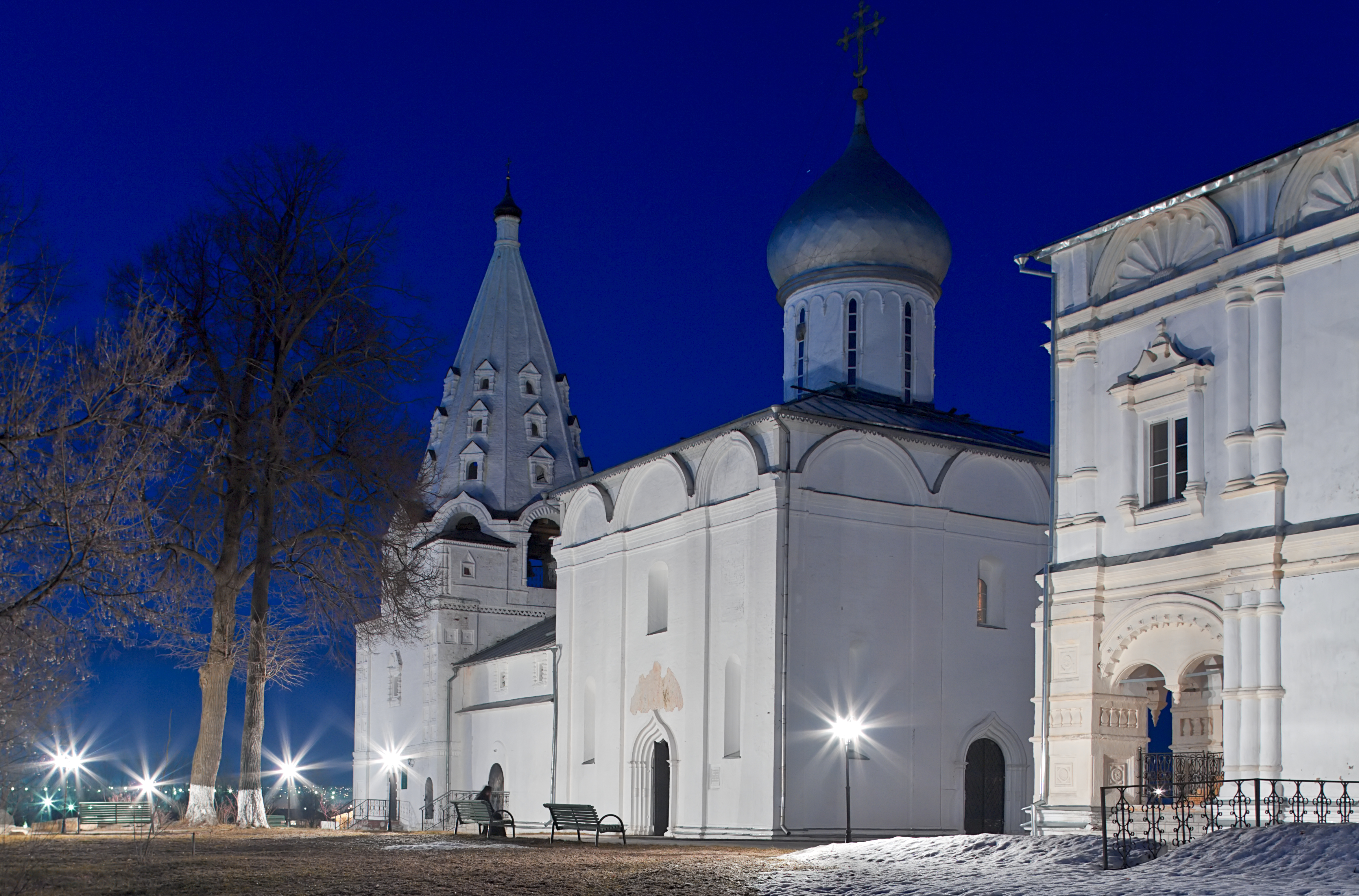
Троицкий собор Троицкого Данилова монастыря в Переславле-Залесском с перестроенной на четыре ската кровлей
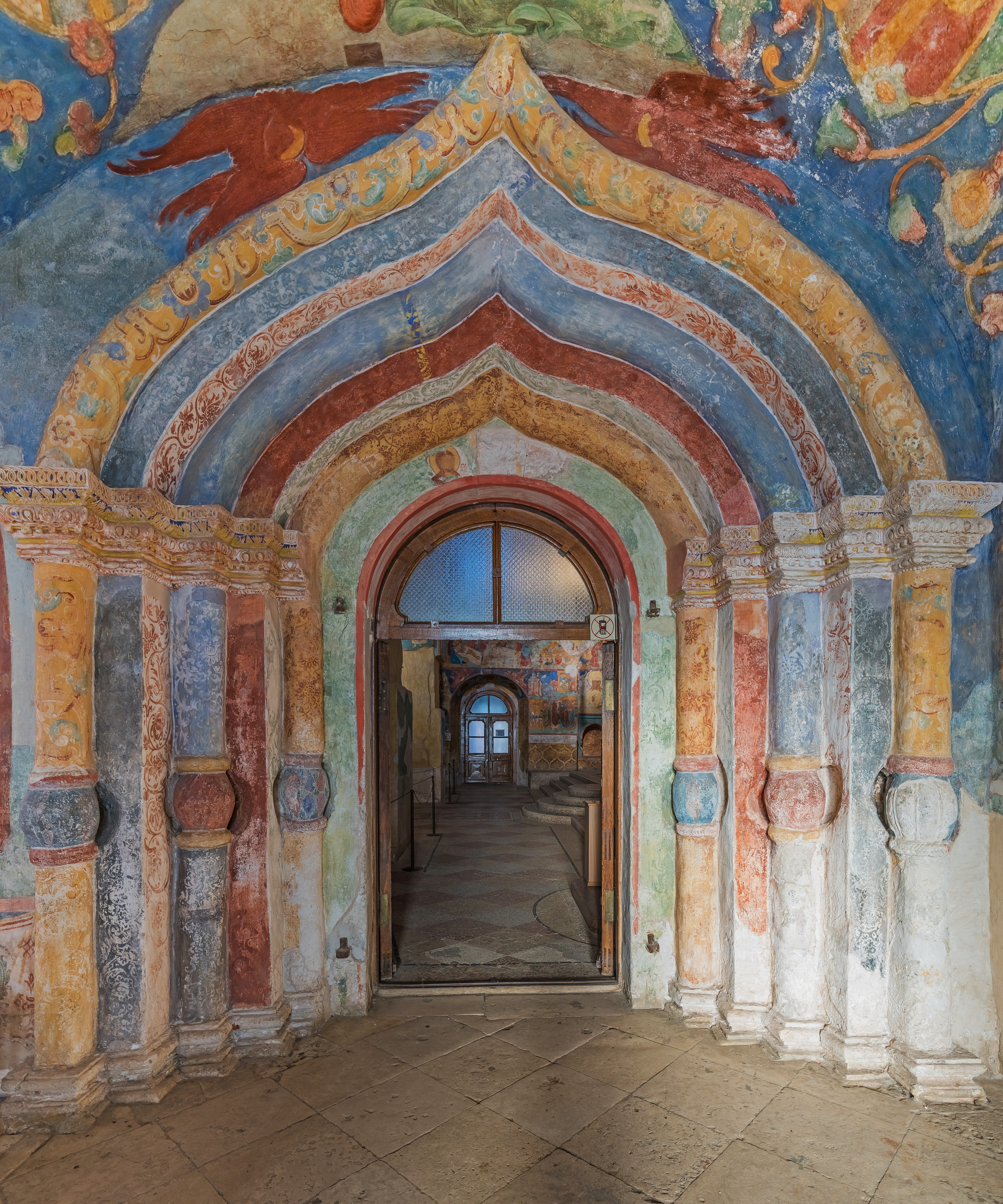
Килевидная закомара внутреннего портала Спасо-Преображенского собора Спасо-Евфимиева монастыря в Суздале